# Frezja

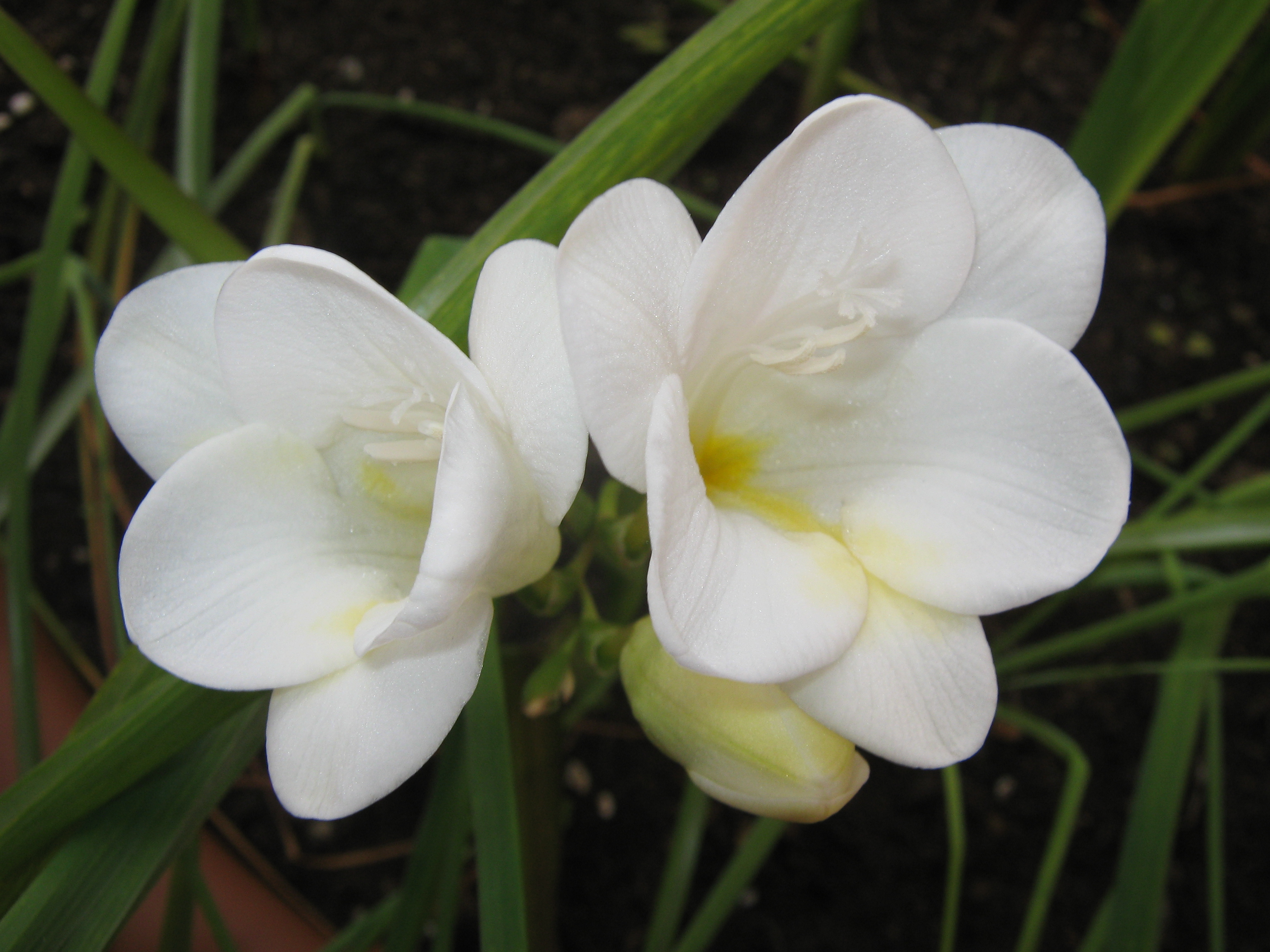
Freesia refracta

Frezja (Freesia Eckl. ex Klatt) – rodzaj bylin należący do rodziny kosaćcowatych. Należy do niego ok. 6 gatunków roślin pochodzących z południowej Afryki, z Przylądka Dobrej Nadziei. Nazwa naukowa nadana przez Friedricha Klatta i wywodząca się z niej nazwa zwyczajowa w języku polskim utworzona została od nazwiska Friedricha Freese – lekarza z zawodu i botanika z zamiłowania, choć bywa też błędnie uznawane za uhonorowanie Eliasa Magnusa Friesa.

## Morfologia
ŁodygaPowyginana, wysokość do 45 cm, z bulwą u nasady, widlasto rozgałęziona.
LiścieLiście łodygowe drobne. Odziomkowe równowąskie, sztywne, o długości do 16 cm.
KwiatyEfektowne, silnie pachnące, dzwonkowate. U dziko rosnących gatunków maja kolor żółty, różowy lub purpurowy, u uprawianych kultywarów spotyka się prawie pełną gamę kolorów, w tym również biały.

## Zastosowanie
Są uprawiane w wielu krajach świata jako rośliny ozdobne, w Polsce ze względu na klimat, głównie w szklarniach na kwiat cięty. Rzadziej uprawiane są w ogródkach, w gruncie, jako rośliny rabatowe. Sposób uprawy: rozmnażanie poprzez nasiona lub bulwy.

## Systematyka
Pozycja systematyczna według Angiosperm Phylogeny Website (aktualizowany system APG III z 2009)
Jeden z rodzajów podrodziny Crocoideae G. T. Burnett z rodziny kosaćcowatych (Iridaceae) należącej do rzędu szparagowców (Asparagales) w obrębie jednoliściennych.
Pozycja w systemie Reveala (1993–1999)
Gromada okrytonasienne (Magnoliophyta Cronquist), podgromada Magnoliophytina Frohne & U. Jensen ex Reveal, klasa jednoliścienne (Liliopsida Brongn.), podklasa liliowe (Liliidae J.H. Schaffn.), nadrząd Lilianae Takht., rząd kosaćcowce (Iridales Raf.), podrząd Iridineae Engl., rodzina kosaćcowate (Iridaceae Juss.), rodzaj frezja (Freesia Eckl. ex Klatt).
Lista gatunków
| - Freesia alba (G.L.Mey.) Gumbl. - Freesia andersoniae L.Bolus - Freesia caryophyllacea (Burm.f.) N.E.Br. - Freesia corymbosa (Burm.f.) N.E.Br. - Freesia fergusoniae L.Bolus - Freesia fucata J.C.Manning & Goldblatt - Freesia grandiflora (Baker) Klatt - Freesia laxa (Thunb.) Goldblatt & J.C.Manning | - Freesia leichtlinii Klatt - Freesia marginata J.C.Manning & Goldblatt - Freesia occidentalis L.Bolus - Freesia refracta (Jacq.) Klatt – frezja pogięta, f. odgięta - Freesia sparrmanii (Thunb.) N.E.Br. - Freesia speciosa L.Bolus - Freesia verrucosa (B.Vogel) Goldblatt & J.C.Manning - Freesia viridis (Aiton) Goldblatt & J.C.Manning |